# Aiguille (comics)
Pour les articles homonymes, voir Aiguille.
L'Aiguille (Needle) est un super-vilain appartenant à l'univers de Marvel Comics. Il est apparu pour la première fois dans Spider-Woman #9, en décembre 1978.

## Origine
Le vieil homme qui devint l'Aiguille était tailleur. Une nuit, il fut victime d'une agression qui le laissa borgne et muet. Toutefois l'attaque réveilla chez lui un pouvoir latent. Il décida de se venger et adopta l'identité costumée de l'Aiguille, un justicier perturbé qui coud la bouche de ses victimes.
Il fut vaincu par Spider-Woman qui était insensible à son pouvoir, et emprisonné.
Des années plus tard, il sortit  de prison et rejoignit l'Équipe de nuit.

## Pouvoirs
- L'œil valide de l'Aiguille hypnotise et immobilise sur place ceux qui le regarde.
- Il combat avec une grande aiguille mesurant 1 mètre de long, et de nombreuses petites aiguilles qu'il utilise pour coudre la bouche de ses adversaires.
- Malgré son âge, il est très agile et bon escrimeur.